# José Luis dos Santos Pinto
José Luis dos Santos Pinto, mais conhecido como Zezinho (Uruguaiana, em 14 de março de 1992), é um futebolista brasileiro que atua como meia.

## Carreira

### Início promissor
Zezinho começou a carreira nas categorias de base do Juventude, com 10 anos, e se destacou indo para o elenco principal do clube com 16 anos, junto com outra promessa Dioninha, sendo o destaque do clube. Foi convocado para as Seleções de base sempre como ala-esquerda. Logo assinou um contrato profissional de três anos, com multa de R$ 40 milhões.
Foi considerado, enquanto esteve no Sul, a grande promessa do futebol local. Despertou o interesse de grandes clubes Europeus e chegou a fazer testes no Arsenal, porém, por falta de acordo entre os clubes, não seguiu na Inglaterra. Optou pelo Santos, onde jogaria com Robinho, Neymar, Paulo Henrique Ganso e André.

### Santos
Em fevereiro de 2010, foi contratado pelo Santos por empréstimo de dois anos.

### Bahia
No dia 30 de dezembro de 2010, foi anunciado como novo reforço do Bahia, emprestado pelo Juventude até o final de 2011.

### Atlético Paranaense
Foi anunciado no começo de 2012 como reforço para o time Sub-23 do Atlético Paranaense, com boas atuações, foi promovido ao elenco principal pelo treinador.
Em 2014, foi afastado do elenco principal, e em seguida emprestado ao Chapecoense.

### Chapecoense
Foi anunciado como reforço para a disputa do Campeonato Brasileiro de 2014, onde disputou 18 jogos marcando 1 gol pela equipe.

### Atlético Goianiense
Em 2015, Zezinho foi anunciado no Atlético Goianiense por empréstimo do Atlético Paranaense.

### Nacional
Em 2015, após passagem apagada pelo Atlético Goianiense, foi emprestado ao Nacional da Ilha da Madeira, de Portugal, onde disputou 2 jogos pelo clube.

### Ceará
Zezinho foi anunciado como novo reforço do Ceará para 2016. Deixou o clube após não conseguir o acesso para a Série A de 2017.

### Paraná Clube
Foi anunciado no Paraná Clube em janeiro de 2017.

### Rio Branco-PR
O jogador atuou no Rio Branco do Paraná, no primeiro semestre de 2020.

### Joinville
Em junho de 2020, foi anunciado como reforço do Joinville.

### São Bernardo FC
Foi contratado pelo São Bernardo FC para o Paulistão de 2022.

## Títulos
Santos
- Campeonato Paulista: 2010[11]
- Copa do Brasil: 2010[12]

Seleção Brasileira
- Campeonato Sul-Americano de Futebol Sub-17: 2009